# صراحی

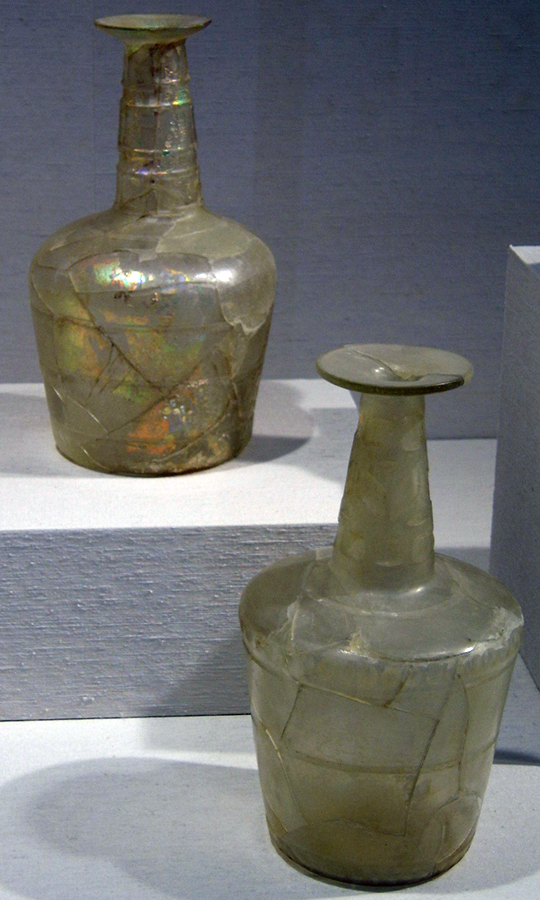
صراحی‌های نیمهٔ اول قرن ۱۱. حفاری در تپه مدرسه نیشابور، ایران. موزهٔ هنر نیویورک.

صُراحی ظرفی‌ست که برای نگه‌داری از مایع که ممکن است حاوی شراب باشد استفاده می‌شود. صُراحی در شکل و طرح متفاوت است. صراحی معمولاً از مواد بی‌اثر (مانند شیشه) ساخته شده می‌شود.

لغت‌نامه دهخدا صراحی را این‌گونه شرح می‌دهد:

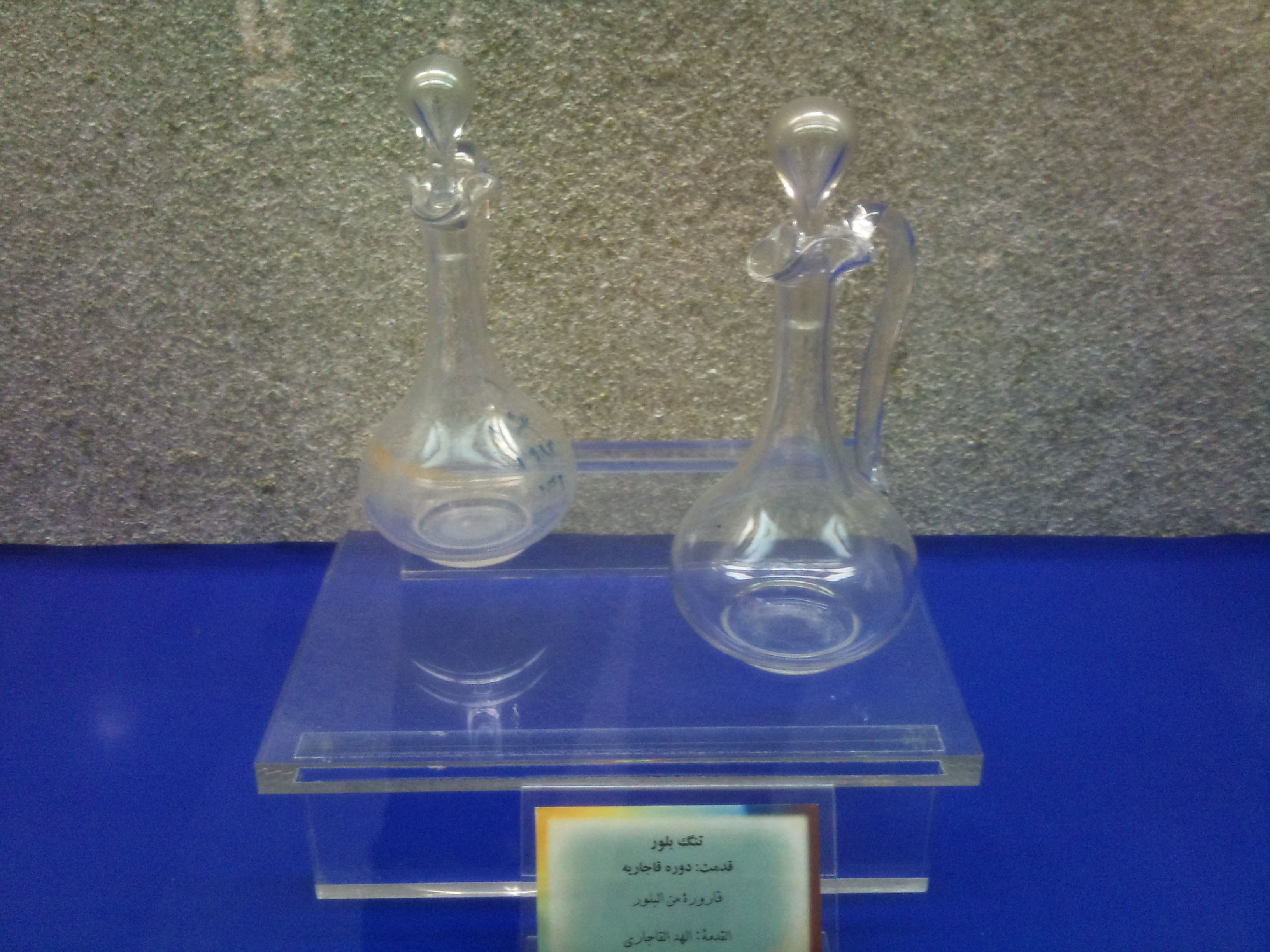
صراحی بلور مربوط به عهد قاجار

قسمی از ظروف شیشه یا بلور با شکمی نه بزرگ و نه کوچک و گلوگاهی تنگ و دراز که در آن شراب یا مسکری دیگر کنند و در مجلسی آرند و از آن در پیاله و جام و قدح ریزند.